# Schiedea laui
Schiedea laui är en nejlikväxtart som beskrevs av Warren Lambert Wagner och Weller. Schiedea laui ingår i släktet Schiedea och familjen nejlikväxter. Inga underarter finns listade i Catalogue of Life.